# Artintes
Artintes (Artayntes) fou un general de l'exèrcit de Xerxes I de Pèrsia. Quan Xerxes va tornar a Pèrsia després de Salamina, Artintes, Itamitres i altres generals van anar a Samos per vigilar als jònics, esperant que l'exèrcit de terra dirigit per Mardoni que quedava a Grècia, seria suficient per obtenir la victòria. Però després de les batalles de Platea i Micale el 479 aC, Artintes i Itamitres van fugir. Ja a l'Àsia Menor es van trobar amb Masistes, germà de Xerxes, que els va amonestar i els va avergonyir per la seva covardia. Artintes va intentar matar Masistes que fou salvat pel grec Xeinàgores (que fou recompensat). La sort final d'Artintes no es coneix.